# Stadion v Městských sadech
El Stadion v Městských sadech (también nombrado Městský stadion Opava, Estadio municipal de Opava) es un estadio de fútbol situado en la ciudad de Opava en la Región de Moravia-Silesia, República Checa. El estadio fue inaugurado en 1973 se encuentra en el parque de la ciudad y posee actualmente una capacidad para 7758 personas sentadas, es propiedad del club Slezský FC Opava que disputa actualmente la Liga Checa de Fútbol.
El estadio inaugurado en 1973 fue renovado completamente en 2003, se le instaló iluminación artificial y se le dotó de butacas individuales y techo cubierto en tres de sus cuatro graderías, posee césped natural y calefacción artificial para la cancha.